# Phostria antongilensis
Phostria antongilensis là một loài bướm đêm trong họ Crambidae.